# プルスサウルス
プルスサウルス（学名：Purussaurus）は、新第三紀中新世の南アメリカに生息していた巨大なカイマン亜科の属である。頭骨の断片がブラジルとペルーのアマゾン熱帯雨林やコロンビアのヴィラヴィエジャ層、パナマのクレブラ層、ベネズエラ北方のウルマコ層とソコロ層から発見されている。

## 形態・生態

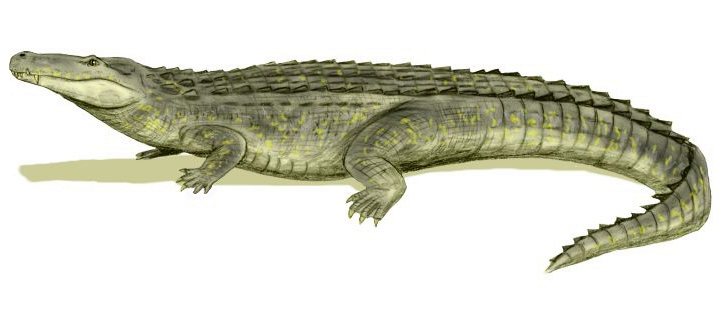
brasiliensis 種の復元図

最大の種である brasiliensis 種の頭骨は長さ1.453メートルに達する。この種の全長は最大10.3メートル、体重は5.16トンと推定されており、別の推定では最大全長12.5メートル、体重8.4トンと推定されている。咬合力は69,000ニュートンと推定されている。この巨体と推定された力から、数多くの生物を食料にしていたとみられ、生態系の頂点捕食者と考えられている。成体は同じ地域に生息していた小型の捕食動物と競争することなく、非常に巨大な脊椎動物を捕食していたであろう。
2005年の夏にフィッツカラルド探検隊がリマから600キロメートル離れたペルーのアマゾンでプルスサウルスの新たな化石を発見した。その頭骨の生体力学モデルを分析した結果、現代のワニが獲物を殺害し解体するために行う「デスロール」がプルスサウルスも可能だったことが判明した。
プルスサウルスの巨体には数多くの利点があるが、脆弱性を孕んでいる可能性もあるとの指摘がある。地質学的に絶え間なく大規模に変動する環境により、長期にわたり繁栄する種は淘汰され、環境変動に適応する種が有利であったとされている。

## 関連するワニ類

他のワニとの比較図。赤色がプルスサウルス

プルスサウルスは史上最大のワニの1つであり、サルコスクスやデイノスクス、ランフォスクスに匹敵する体格を誇っていた。サルコスクスとデイノスクスは類似した体格であったが両者は地質学的により昔である白亜紀後期に生息していた。ランフォスクスはプルスサウルスとほぼ同時期に生息していたが、わずかにプルスサウルスよりも小さく、ガビアルのような鼻先をしており、インドに生息していた。

## 当時の環境
キャラクトスクス、グリポスクス、モウラスクスなどのワニ、ナマケモノ、コウモリ、齧歯類、霊長類、カワイルカを含む哺乳類、ストゥペンデミス（カメ）、ヘビウといった生物が河川、氾濫原、湖沼に生息していた。当時の環境は熱帯で、沿岸地域だったとされている。
初期にあたる neivensis 種は多様性に富んだ動物とともに生活していた。グラナストラポテリウムやキセナストラポテリウムといった雷獣目、モウラスクスやグリポスクス、ラングストニアといったワニがこれに含まれた。これらの生物は中新世半ばごろの1300万年前に生息していた。